# Luboszyce (województwo opolskie)
Luboszyce (dodatkowa nazwa w j. niem. Luboschütz) – wieś w Polsce, położona w województwie opolskim, w powiecie opolskim, w gminie Łubniany.
Wieś leży nad rzekami Małą Panwią i Jemielnicą, na północ od Opola. Miejscowość liczy ok. 1000 mieszkańców.
W latach 1954–1972 wieś należała i była siedzibą władz gromady Luboszyce. 

## Nazwa
Według Heinricha Adamy’ego nazwa miejscowości pochodzi od polskiego słowa lubić – określenia pozytywnej ludzkiej emocji lubienia czegoś. W swoim opracowaniu na temat nazw miejscowych na Śląsku, wydanym w 1888 r. we Wrocławiu jako starszą od niemieckiej wymienia on nazwę w XIX-wiecznej polskiej formie Luboscice, tłumacząc ją jako Liebenthal (pol. miejsce miłości). Niemcy zgermanizowali nazwę na Luboschütz w wyniku czego utraciła ona swoje pierwotne znaczenie.
W świetle najnowszych badań, faktycznie nazwa Luboszyce ma charakter patronomiczny (z łac. odojcowski) to jest pochodzi od imienia tu zamieszkałego Lubosza, względnie Lubomira lub Lubogosta.

## Historia

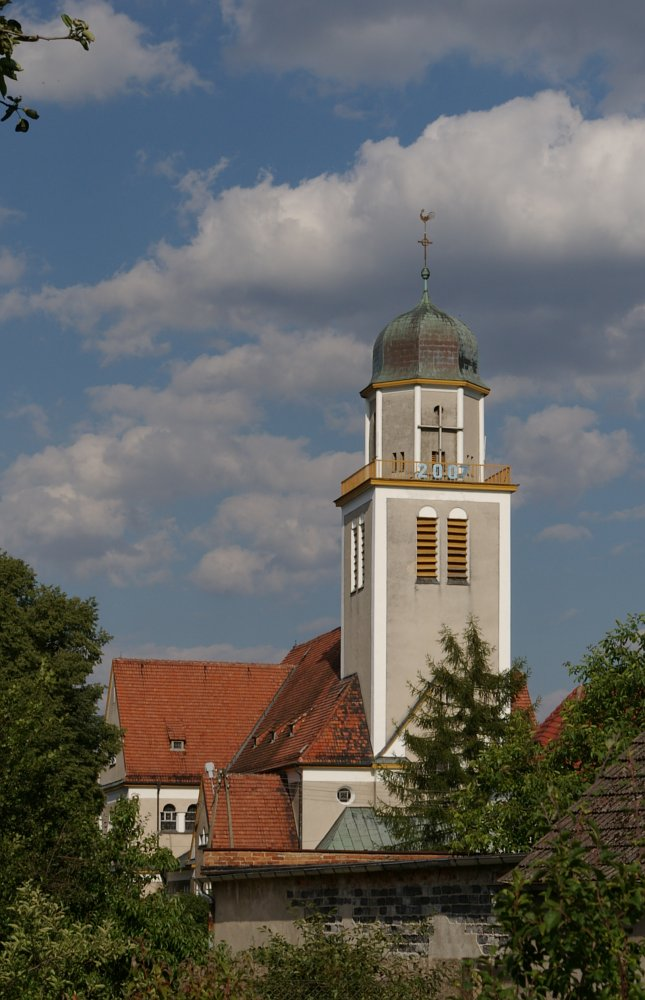
Kościół św. Antoniego w Luboszycach

Pierwsze wzmianki w źródłach historycznych o istnieniu Luboszyc pochodzą z 1295 r. Nazwa miejscowości w języku polskim w XIX w. brzmiała Lubościce.
W 1399 wieś wraz z młynem na Małej Panwi została przekazana dominikanom przez księcia opolskiego Władysława II. W młynie mieli prawo mleć zboże również mieszkańcy Wielkiego i Małego Kotorza. W 1618 roku w Luboszycach mieszkało 9 kmieci z młynarzem oraz 29 zagrodników i chałupników. Za sprawą wojen i epidemii ludność została zdziesiątkowana. W latach 1723-1725 we wsi mieszkało zaledwie 9 osób.
Po pierwszej wojnie śląskiej w 1742 r. Luboszyce i większość Śląska przypadła Prusom. Doprowadziło to do fali zasiedleń, tzw. kolonizacji fryderycjańskiej. W jej wyniku do Luboszyc przybyli nowi mieszkańcy: spis z 1784 r. zarejestrował 223 luboszyczan (10 kmieci, 11 zagrodników, 14 chałupników). Nowi koloniści otrzymali od 8 do 20 akrów ziemi, wsparcie finansowe i tymczasowe zwolnienie z podatków.
Dokumenty z początku XIX w. wspominają o młynie wodnym i tartaku na Małej Panwi. Po reorganizacji prowincji śląskiej gmina wiejska Luboszyce należała od 1816 r. do powiatu opolskiego w rejencji opolskiej. Istniejący tartak musiał zaprzestać działalności już w latach trzydziestych XIX w., ponieważ obszar leśny wokół Luboszyc został całkowicie wycięty, a działalność przestała być opłacalna. Spis z 1845 roku zarejestrował  67 domów i 373 osoby, wszyscy katolicy. W roku 1855 wieś liczyła 385 mieszkańców, a w 1861 r. - 414. W 1864 Luboszyce zostały opisane w następujący sposób w książce „Topographisches Handbuch von Oberschlesien”: „Wieś Luboschütz nad rzeką Mała Panew, w odległości jednej mili od Opola, ma pole 943 akrów. Gleba jest w większości piaszczysta i mało urodzajna. Produkty rolne to żyto, wrzos, owies, ziemniaki i proso”. Spis z 1865 mówi o 5 kmieciach, 3 półkmieciach, 12 zagrodnikach, 13 chałupnikach i 27 chałupnikach wygonowych. W 1874 utworzono powiat Sowade (Zawada), w skład którego weszły gminy wiejskie Biadacz, Luboszyce i Zawada oraz okręg majątkowy Zawada.
W 1872 uroczyście poświęcono murowany, piętrowy budynek szkoły katolickiej (po Drugiej Wojnie Światowej przedszkole i klasztor sióstr franciszkanek). W pierwszym roku do szkoły uczęszczało 133 dzieci (również z Biadacza). Pierwszym nauczycielem był Johann Frach, posługujący się językiem polskim (w języku polskim odbywały się lekcje religii, katechizmu i śpiewu kościelnego).
W latach 1919-1920 wybudowano neoromański kościół pod wezwaniem św. Antoniego, który konsekrowano 19 września 1920 roku. Arcybiskup Wrocławia, Adolf Bertram, przybył do kościoła św. Antoniego, aby dokonać jego konsekracji. W dniu 1 listopada 1924 parafia została oddzielona od parafii Świętego Krzyża w Opolu i zyskała samodzielność.
Podczas referendum na Górnym Śląsku 1921 roku 142 osoby opowiedziały się za przyłączeniem do Polski, a 289 za pozostaniem w Rzeszy Niemieckiej. W 1927 rozpoczęto budowę wałów przeciwpowodziowych na rzece Mała Panew, które ukończono w 1930 r. W 1929 oddano do użytku budynek szkoły. W 1933 w Luboszycach mieszkały 893 osoby. Nazwa wsi została zmieniona na Liebtal 8 czerwca 1936 roku.. W 1939 wieś liczyła 995 mieszkańców, jeździł do niej z Opola autobus miejski linii nr 4.
Według Artura Kondy, proboszcza parafii św. Antoniego w Luboszycach w 1933 lokalny dialekt dominował w około 90 procentach życia codziennego, a język niemiecki był obecny tylko w 10 procentach. W czasie silnej polaryzacji politycznej wśród mieszkańców aż do śmierci proboszcza Kondy w 1938 nie doszło do zmiany języka używanego podczas mszy świętej. Jego następcy, proniemieckiego księdza o nazwisku Rogier, parafianie nie wpuścili na parafię. W lutym 1939 placówkę objął ksiądz Alojzy Sowa. Po wieczornej procesji maryjnej 28 maja 1939 z udziałem około 600 osób niosących zapalone świece, ze względu na "ryzyko pożaru dla uczestników i okolicy" zakazano urządzania kolejnych podobnych zgromadzeń. Pod presją narodowych socjalistów kardynał Adolf Bertram w lipcu 1939 zawiesił odprawianie nabożeństw i procesji z użyciem języka polskiego, choć ksiądz Sowa upierał się, że to język górnośląski. 3 grudnia 1939 podpalono kościelną zakrystię, ale mieszkańcy uratowali kościół przed pożarem.
Do II wojny światowej miejscowość zamieszkiwała żydowska rodzina Schiftan, która przybyła tu ze wsi Miejsce, w której znajdowała się liczna wspólnota żydowska. Schiftanowie posiadali w Luboszycach karczmę i liczący 600 drzew sad owocowy. Większość przedstawicieli tego rodu zostało wymordowanych w okresie Holokaustu, uratowała się jedynie Gertruda Schiftan - babka wybitnej dokumentalistki i pisarki Joanny Helander. 
W 1944 r. z polecenia władz niemieckich wybudowano zewnętrzna linię obrony Festung Oppeln, która przebiegała wzdłuż biegu Małej Panwi, dzielącej m.in. Luboszyce od sąsiedniego Biadacza, w samych Luboszycach zlokalizowano 11 schronów bojowych. 22 stycznia 1945 do wsi wtargnęły oddziały 52 Brygady Pancernej Gwardii ppłk. Ludwiga Kurista zmuszając do ucieczki żołnierzy niemieckich z 561 Dywizji Piechoty. Obrona Luboszyc trwała krótki czas, mimo to żołnierze sowieccy z zemsty zamordowali gospodarzy Stotkę i Jana Świerca oraz podpalili domy i zabudowania nad Małą Panwią. 13 lutego 1945 r. władze sowieckie rozpoczęły deportację męskiej ludności wsi do obozów pracy w zagłębiu donieckim. Wielu mężczyzn nigdy nie wróciło z ZSRR do Polski. 15 marca 1947 r. nadano miejscowości nazwę Luboszyce i włączono ją do województwa śląskiego. W 1950 r. wieś stała się częścią województwa opolskiego. W latach 1954–1972 Luboszyce były siedzibą Gromadzkiej Rady Narodowej. W skład gromady wchodziły oprócz Luboszyc pobliskie miejscowości: Zawada, Gosławice i Biadacz. W tym czasie w Luboszycach funkcjonowała dwuletnia Szkoła Przysposobienia Rolniczego.
W 1999 r. wieś stała się częścią przywróconego powiatu opolskiego. 30 kwietnia 2010 r. miejscowość otrzymała również oficjalną niemiecką nazwę Luboschütz.

## Tradycje teatralne wsi
Wieś Luboszyce słynie z tradycji teatrów amatorskich. Animatorzy kultury teatralnej rozpoczęli działalność po II wojnie światowej już w końcu lat 40. XX w. Zespół z Luboszyc święcił triumfy na przeglądach wojewódzkich ze sztuka Aleksandra Fredry pt. "Śluby panieńskie". Wśród ówczesnych działaczy kulturalnych wyróżniali się Jan Bastek i Alfred Koelert. Od lat 70. XX w przy Szkole Podstawowej w Luboszycach działa natomiast zespół teatralny "Gałganek" laureat wielu nagród wojewódzkich i ogólnokrajowych na czele, którego stoi reżyser Ewa Sitarz

## Ludzie związani z Luboszycami
- Tomasz Boczar – polski elektrotechnik, prorektor Politechniki Opolskiej ds. studenckich (2011-2012).
- Konrad Kornek – polski piłkarz, zawodnik Odry Opole i Legii, uczestnik 15 meczów reprezentacji Polski.